# 米高·阿德-奧喬
酋長米高·阿德-奧喬，OON（英語：Order of the Niger，1938年6月14日—）是一個尼日利亞大亨，伊利莎德大學創辦者。

## 個人生活
麥可·阿德-奧喬於1966年2月26日與伊麗莎白·烏勞拉·阿德-奧喬在尼日利亞埃努古結婚，他們於恩蘇卡大學首次見面。他的妻子去世之后，他于2012年和Taiwo Ade-Ojo再婚。